# Miguel Najdorf
Miguel Najdorf (opr. Mendel (Mieczysław) Najdorf) (15. april 1910 i Grodzisk Mazowiecki ved Warszawa, Polen – 4. juli 1997 i Málaga, Spanien) var en polskfødt argentinsk stormester i skak, som på højden af sin karriere var blandt verdens bedste. Han nåede at spille mod alle verdensmestre fra Emanuel Lasker til Garri Kasparov. Hans navn er bl.a. tilknyttet Najdorf-varianten i Siciliansk. Hans verdensrekord i antal spillede partier ved en blindskaksimultan gælder stadig. Han holdt en høj spillestyrke, selv efter han fyldte 80.

## Biografi
Miguel Najdorf begyndte at spille skak i en alder af 12 år. Hans første skaklærere var de to stærke polske skakspillere Dawid Przepiorka og Savielly Tartakower. Sidstnævnte kaldte han senere altid "min lærer".

### "Det polske udødelige parti"
Najdorfs første bemærkelsesværdige præstation var et parti, som er blevet kaldt "Det polske udødelige parti" (navngivet af Tartakower), som han vandt over en spiller, som benævnes Glücksberg i officielle kilder, men som ifølge Garri Kasparovs bog My Great Predecessors, Part IV hed Glinksberg. Ifølge samme bog blev partiet spillet i 1928. Partiet findes på ChessGames.com, hvor årstallet er angivet til 1929. I en tredje kilde, Najdorf-biografien, Najdorf: Life and Games, angiver den polske skakhistoriker Tomasz Lissowski, at partiet sandsynligvis er spillet i kategori 2-afdelingen af Warszawa-mesterskabet i januar eller februar 1930. Det dukker op i to skaktidsskrifter i 1930.

### Til skakolympiade i Nazi-Tyskland
Najdorf rykkede efterhånden frem i rækkerne blandt de polske skakspillere og i 1935 blev han en delt nummer to i det polske mesterskab efter Tartakower. Han kom med som tredje bræt på det polske landshold, som tog en sjetteplads i Skakolympiaden på hjemmebane i Warszawa samme år.
I 1936 var der en uofficiel skakolympiade i forbindelse med OL i Berlin – uofficiel fordi verdensskakforbundet FIDE ikke var arrangør. Najdorf blev udtaget til det polske hold, men som jøde havde han alvorlige kvabbabelser over at deltage i arrangementet. Bl.a. var det stortyske skakforbund blevet "racerent". Han følte sig presset til at deltage, bl.a. spurgte præsidenten for det polske skakforbund, om han var polak eller jøde, hvortil Najdorf svarede, at han var polak med jødedommen som religion. Præsidenten for skakforbundet svarede, at de ønskede at han skulle deltage som polak – ikke som jøde, og at alle måtte forsvare deres land med det våben, de kendte bedst. Deltagelsen medførte vrede reaktioner fra hans kone og venner, men han reddede trods alt æren, da Polen vandt sølv, og han selv blev topscorer på 2. bræt med 16 points af 20 mulige. For Najdorf blev overrækkelsen af topscorermedaljen i sidste ende et bittert minde, idet den blev præsenteret af Hans Frank, som tre år senere blev generalguvernør over Polen og ansvarlig for udryddelsen af hele Najdorfs familie.

### Strandet i Argentina
Også i 1937 i Stockholm og i 1939 i Buenos Aires spillede Najdorf for Polen ved skakolympiaderne. Da 2. verdenskrig brød ud med Polens besættelse midt under olympiaden i Argentina, besluttede han – som flere andre jødiske europæiske skakspillere – at blive pga. den usikre situation. Under 2. verdenskrig satte han rekorder i simultanskak og blindskak i et forsøg på gennem medierne at meddele sin familie, at han var i live. Men på dette tidspunkt (1943) var hans kone, datter og far allerede døde, hvilket han først fandt ud af efter krigen. 
Under krigen samlede Najdorf på første- og andenpladser ved turneringer i Argentina, og i 1944 fik han argentinsk statsborgerskab.

### Blandt verdens stærkeste
I 1946 begyndte FIDE at røre på sig igen. Samme år var den regerende verdensmester Alexander Aljechin død, og man skulle i gang med at finde hans afløser. Planen var at arrangere en turnering mellem tidens stærkeste spillere. De seks overlevende deltagere fra AVRO turneringen 1938 blev anset for sikre deltagere, men derudover var der diskussion om, om der skulle flere med og i givet fald hvem. Miguel Najdorf regnede det selv for oplagt, at han skulle være med, og mente ikke, at han stod tilbage for nogen af de øvrige deltagere, men VM endte med at blive afjort ved en matchturnering i 1948 med fem personer, hvor Mikhail Botvinnik vandt og dermed blev den første verdensmester under FIDE. 
Der har været mange diskussioner om, hvorvidt Botvinnik har trukket i nogen tråde for at sikre sig verdensmesterskabet – og bl.a. sørget for, at Najdorf ikke kunne få Reuben Fines plads, da denne meldte afbud. Botvinnik skulle ifølge David Bronstein have nedlagt veto, fordi Najdorf før den første støre turnering efter krigen i Groningen i 1946 havde sagt, at han "...ville plukke Botvinnik som en kylling" og derefter havde gjort det på brættet. Dette modsiges dog af Botvinnik, der i sin bog Achieving the Aim fortæller, at Najdorf tilbød remis inden partiet i Groningen. Najdorf endte i øvrigt på en delt fjerdeplads i turneringen, som Botvinnik vandt.
Samme år vandt Najdorf turneringer i Prag og Barcelona. I 1947 tog han en andenplads i Buenos Aires/La Plata efter svenske Gideon Ståhlberg, men foran tidligere verdensmester Max Euwe. Udover en sejr i Mar del Plata blev det til en andenplads i São Paulo. Det var også i São Paulo, han forbedrede sin blindskakrekord til den i 2008 stadig gældende verdensrekord.
Najdorfs resultater i 1948 var en andenplads efter Reuben Fine i New York, en delt fjerdeplads i em turnering i Mar del Plata, en sejr i en turnering sammesteds, en andenplads i Buenos Aires og en sejr i Venedig. Ved interzoneturneringen i Saltsjöbaden endte han på en delt femteplads og kvalificerede sig dermed til kandidatturneringen i Budapest i 1950, hvor man skulle finde udfordreren til den nye verdensmester.
I 1949 delte han førstepladsen med Ståhlberg i Buenos Aires.
I 1950 vandt han en stærk turnering i Amsterdam og en turnering i Bled. Han endte på femtepladsen i kandidatturneringen i Budapest. Samme år var han på listen, da FIDE for første gang uddelte stormester-titlen til 17 skakspillere.
I 1953 endte han på sjettepladsen i kandidatturneringen i Zürich og tættere kom han aldrig på verdensmesterskabet, selv om han var tæt på at kvalificere sig fra interzoneturneringen i 1955.

### Senere karriere
Han havde dog stadig nogle af sine største sejre foran sig: Mar del Plata (1961) og Havanna (1962 og 1964). Ifølge Chessmetrics historiske ratingberegning var hans bedste resultat dog sejren i Mar del Plata i 1965 med 11,5 af 15 mulige foran bl.a. Leonid Stein, Jurij Averbakh og Oscar Panno, svarende til en præstationsrating på 2769.
I 1970 var kort før sin 60 års dag med i matchen USSR mod Resten af verden, hvor han spillede lige med eksverdensmester Mikhail Tal.
I 1979 endte Najdorf (i en alder af 69) på en delt andenplads i en turnering i Buenos Aires tre points efter Bent Larsen, som vandt en af sine fineste sejre. I 1988 opnåede han en delt fjerdeplads i en turnering samme sted og i 1989 blev han delt firer i det argentinske mesterskab. Han spillede sit sidste nationale mesterskab i 1991.
I 1996 afholdt Staunton skakklubben i Groningen en jubilæumsturnering for de syv overlevende fra turneringen i 1946. Som den ældste af deltagerne opnåede Najdorf en andenplads efter eksverdensmester Vasilij Smyslov.
Miguel Najdorf døde i 1997 på et hospital i Málaga, Spanien som følge af komplikationerne efter en operation.

## Spil for galleriet
Miguel Najdorf har spillet en række partier mod statsoverhoveder mv. bl.a. Fidel Castro, Winston Churchill, Che Guevara, Nikita Khrusjtjov, Shahen af Iran Muhammed Reza Pahlavi og Juan Perón.

## Najdorf-varianten
Najdorf-varianten i Siciliansk er en af de mest populære moderne skakåbninger – og et at de mest almindelige svar fra sort på 1. e4 fra hvid. Den opstår normalt efter trækfølgen 1. e4, c5 2. Sf3, d6 3. d4, cxd4 4. Sxd4, Sf6 5. Sc3, a6.
Varianten blev oprindeligt brugt af en mindre stærk spiller, Karel Opočenský, men det var Najdorf som opnåede bemærkelsesværdige resultater og gjorde åbningen populær, derfor fik den hans navn. Senere har bl.a. Bobby Fischer og Garri Kasparov sikret variantens popularitet.
Idéen med 5. -, a6 er dels at tage feltet b5 fra hvids springere og hvidfeltede løber og dels at være fleksibel over for hvids spil.

## Bøger om Najdorf
- Alexander Beljavskij, Tomasz Lissowski, Adrian Mikhaltjisjin og Miguel Najdorf: Najdorf: Life and Games, Batsford/Stapler, 2005.